# Uhuru Peak
De Uhuru Peak (uhuru is Swahili voor 'vrijheid'), voorheen Kaiser-Wilhelm-Spitze geheten, is met zijn 5895 meter boven zeeniveau de hoogste top van de Kilimanjaro, een bergmassief in het noordoosten van Tanzania.